# Najnowszy cmentarz żydowski w Sosnowcu
Najnowszy cmentarz żydowski w Sosnowcu – kirkut służący żydowskiej społeczności niegdyś zamieszkującej Sosnowiec. Powstał zapewne w dwudziestoleciu międzywojennym. Znajduje się w dzielnicy Milowice przy ul. Stalowej. Został zniszczony podczas II wojny światowej oraz w latach późniejszych. Do czasów dzisiejszych zachowało się kilkadziesiąt nagrobków.